# رادوسلاو مایوسکی
رادوسلاو مایوسکی (انگلیسی: Radosław Majewski؛ زادهٔ ۱۵ دسامبر ۱۹۸۶) بازیکن فوتبال اهل لهستان است.
از باشگاه‌هایی که در آن بازی کرده‌است می‌توان به باشگاه فوتبال ناتینگهام فارست، باشگاه فوتبال هادرزفیلد تاون، باشگاه فوتبال پولونیا ورشو، باشگاه فوتبال زنیچ پروشکوف، و باشگاه فوتبال ویرا اشاره کرد.
وی همچنین در تیم‌های ملی فوتبال زیر ۲۱ سال لهستان، Poland Olympic football team، و لهستان بازی کرده‌است.